# Mole rosa
Le mole rosa est une sauce mexicaine de type mole, spécialité emblématique la ville touristique de Taxco, dans l'État de Guerrero. Sa couleur rose provient de la bétalaïne contenue dans la betterave, un de ses principaux ingrédients.

## Origine
L'histoire du mole rosa est méconnue mais, selon une légende populaire, sa couleur serait un hommage à la pierre rose de l'église Sainte-Prisca de Taxco. En réalité, la recette est plus ancienne que la construction de l'église.

## Préparation
Le mole rosa contient de nombreux ingrédients produits dans la région de Taxco, dont les trois principaux sont la betterave, qui donne au plat sa couleur rose caractéristique par l'action de la bétalaïne, les noix de pécan et les pignons roses. Parmi les autres ingrédients se trouvent l'ail, les piments chipotle, les amandes, les graines de sésame (ajonjolí) et le caldo de pollo qui assure le liant du mélange.  Il est de coutume d'y ajouter des pétales de rose mais ce n'est pas indispensable.
Le mole rosa peut être parfumé à la cannelle, au clou de girofle ou au cumin. Sa saveur sucrée est obtenue à partir de chocolat blanc, de miel ou de piloncillo. Dans une variante contemporaine, il peut être alcoolisé avec l'ajout de mezcal. Il accompagne le plus souvent du riz et du poulet, ou servi en enchiladas.